# فراسوی نیک و بد
فراسوی نیک و بد: پیش‌درآمدی بر فلسفه آینده (به آلمانی: Jenseits von Gut und Böse. Vorspiel einer Philosophie der Zukunft.) نام کتابی فلسفی از فریدریش نیچه، فیلسوف آلمانی، است که در سال ۱۸۸۶ منتشر شد. این کتاب یکی از آثار مهم نیچه محسوب می‌شود که در آن به نقد اخلاق سنتی، متافیزیک و فلسفه‌های پیشین می‌پردازد و مفاهیم کلیدی فلسفه خود را معرفی می‌کند.  نیچه در این اثر به بررسی ریشه‌های ارزش‌های اخلاقی می‌پردازد و ایده‌هایی مانند «اراده معطوف به قدرت»، «اخلاق ارباب و بنده»، و «فراسوی خیر و شر» را مطرح می‌کند. 
نیچه در واپسین سال‌های عمر خویش دوره‌ای سخت را گذرانده‌ است و این کتاب حاصل زمستان یکی از سال‌های عمر اوست که به گفته خویش بسیار مهم بوده‌ است.
دریکی از نامه‌های خویش به دوست خود می‌نویسد:
از این زمستان بهره‌ای فراوان بردم و اثری نگاشتم که دشواری‌های فراوانی دارد و حتی از انتشار آن گاهی می‌هراسم و لرزه بر اندامم می‌افتد. نام این کتاب چنین است: فراسوی نیک و بد — پیش درامدی بر فلسفه آینده.

## زمینه و انتشار
فریدریش نیچه کتاب فراسوی نیک و بد را پس از چنین گفت زرتشت نوشت و آن را به عنوان «پیش‌درآمدی بر فلسفه آینده» معرفی کرد.  این کتاب در سال ۱۸۸۶ و به هزینه شخصی نیچه منتشر شد، زیرا ناشران در ابتدا علاقه‌ای به انتشار آن نشان ندادند.  انتشار این اثر نقطه عطفی در توسعه فلسفه نیچه به شمار می‌رود، زیرا او در این کتاب به طور صریح‌تری به نقد مبانی فلسفه غربی می‌پردازد و راه را برای آثار بعدی خود، از جمله تبارشناسی اخلاق، هموار می‌کند. 

## مضامین اصلی
فراسوی نیک و بد شامل ۹ بخش و یک بخش پایانی به نام «از ارتفاعات» است که هر یک به جنبه‌های مختلفی از فلسفه نیچه می‌پردازند. 

### نقد اخلاق سنتی
یکی از مهم‌ترین مضامین این کتاب، نقد ریشه‌ای نیچه از اخلاق سنتی است که او آن را اخلاق «ارباب و بنده» یا اخلاق «برده» می‌نامد.  نیچه ادعا می‌کند که اخلاق سنتی، به ویژه اخلاق مسیحی و کانت، بر اساس مفاهیمی مانند ترحم، برابری، و از خودگذشتگی بنا شده است که او آنها را نشانه‌های ضعف و انحطاط می‌داند.  او معتقد است که این اخلاق، زندگی را انکار می‌کند و مانع رشد و شکوفایی انسان می‌شود. 

### اراده معطوف به قدرت
مفهوم «اراده معطوف به قدرت» (Wille zur Macht) یکی از ستون‌های اصلی فلسفه نیچه است که در این کتاب به تفصیل مورد بحث قرار می‌گیرد.  نیچه این اراده را نیروی محرکه اصلی تمام موجودات زنده می‌داند که نه تنها به معنای قدرت فیزیکی یا سیاسی است، بلکه شامل میل به رشد، غلبه بر خود، و خلق ارزش‌های جدید نیز می‌شود.  او معتقد است که تمام فعالیت‌های بشری، از جمله تفکر فلسفی و آفرینش هنری، از این اراده سرچشمه می‌گیرند. 

### دیدگاه‌گرایی (پرسپکتیویسم)
نیچه در فراسوی نیک و بد مفهوم دیدگاه‌گرایی را مطرح می‌کند، به این معنا که هیچ حقیقت مطلق و عینی وجود ندارد، بلکه همه چیز از دیدگاهی خاص نگریسته می‌شود.  او بیان می‌کند که هر «حقیقت» صرفاً تفسیری است که از منظری خاص ارائه شده و تحت تأثیر اراده معطوف به قدرت قرار دارد.

## ترجمه‌ها به فارسی
«فراسوی نیک و بد» تاکنون چندین بار به زبان فارسی ترجمه شده‌است. از جمله ترجمه‌های شاخص این اثر می‌توان به موارد زیر اشاره کرد:
ترجمهٔ داریوش آشوری با عنوان «فراسوی نیک و بد» که از سوی نشر آگه منتشر شده و از ترجمه‌های مورد توجه دانشگاهی و فلسفی به‌شمار می‌رود.
ترجمهٔ مسعود اوحدی با عنوان «فراتر از نیک و بد» که توسط انتشارات علمی فرهنگی منتشر شده است.